# Googleplex
Googleplex er navnet på Googles hovedkvarter, som er placeret i Silicon Valley i Californien, USA.
Googleplex er en fælles betegnelse for en række af Googles bygninger i området, da Google over flere omgange har købt og lejet sig ind i andre bygninger i området pga. pladsmangel.
Navnet Googleplex er en sammentrækning af firmanavnet Google og ordet complex pga. bygningernes arkitektoniske udtryk og beliggenhed, og er samtidig en reference til tallet googolplex.

## Bygningerne
Oprindeligt bestod den originale Googleplex-bygning af Silicon Graphics tidligere hovedkvarter, men disse bygninger blev hurtigt for trange forhold for Google, der de senere år har udvidet enormt.
For at møde pladskravene er tilstødende bygninger købt eller lejet, og samtlige bygninger falder ind under navnet Googleplex.
Fælles for bygningerne er at de alle er lave, men fylder arealmæssigt meget.
Til at transportere medarbejderne til og fra arbejde fra San Francisco benyttes "Google-busser", som kan transportere op til 155 medarbejdere ad gangen direkte til de forskellige Googleplex-bygninger.